# 橋津川の戦い
橋津川の戦い（はしづがわのたたかい）は、天文15年（1546年）6月28日に武田国信・伯耆国人衆と尼子氏との間で起きた合戦。

## 戦いの成立年月日
通説ではこの戦いは天文9年10月に起きたとされるが、近年これを疑問視する見方が出されている。
理由としては、この戦いに参加した伯耆国人衆の多くが天文9年当時、尼子氏に属していた事実が明らかになったこと、『陰徳太平記』などに見える因幡･但馬両山名氏が協力して戦いの支援を行ったとする記述が誤りであることが明らかになったことなどが挙げられる（この当時、因但両山名氏は家督などの問題で抗争中であった）。
これらを総合して現在ではこの戦いを因幡の山名誠通（久通）と但馬の山名祐豊（宗詮）の対立の延長線上に位置しているものと捉え、「佐々木系図」に見える尼子豊久の討死時期である天文15年6月に起こったとする見方がなされるようになった。本項でもこの説に従って記述をする。

## 背景
天文年間、但馬の山名宗詮（祐豊）と因幡の山名久通（誠通）は家督などを巡って対立し合っていた。山名久通の後ろには尼子氏が控えており、山名宗詮は大内氏と手を結ぶことによりこれを挟撃しようとしていた。
天文13年（1544年）初夏、尼子晴久が因幡に侵攻すると但馬山名氏は尼子氏と和睦を結び、因幡から撤退したが、翌天文14年（1545年）に入ると再び山名久通への攻勢を強めた宗詮は武田国信を久通のもとから引き抜き、鳥取城の強化を進めた。天文15年（1546年）4月、柳原資定の仲介で両者は再び和睦を結ぶも宗詮はすぐにこれを破棄した。同年6月、久通との決着をつけるためには尼子の支援を断つ必要があると考えた宗詮は武田国信を大将と定め、伯耆国人衆と共に伯耆国へ出兵させた。

## 経過
天文15年6月下旬、伯耆へ出陣した7000余騎の武田・伯耆衆の混成軍は泊の河口城を攻略、元城主の山名久氏を入れた後に河村郡馬野山に兵を進めた。
6月27日、ふもとの橋津川付近に着陣した武田・伯耆衆は渡り口に武田国信・行松正盛・長田重直ら5000余騎、橋津口に南条宗勝・小森久綱ら2000余騎を配した。対する尼子軍も渡り口に尼子国久･豊久父子率いる3700余騎、橋津口に吉田筑後守・左京亮兄弟ら2000余騎を配して対峙した。
渡り口では、尼子軍の猛攻に対して武田軍が大量の矢を放ち応戦した。その中にあって尼子豊久は手勢700余騎で敵陣に切り込んでいたが、武田方の矢に胸板を貫かれ落馬、すぐさま駆け寄ってきた武田の郎党・中原木工允によって討ち取られた。一報を聞いた大将の尼子国久は大いに怒り、崩れかかっていた尼子勢を立て直した上で武田勢に猛攻を加えた。再度の猛攻により武田勢は壊滅、大将の武田国信はわずかな手勢を引き連れて逃走するも追いつかれ馬野山付近の宿藻塚なる場所で自刃した。
橋津口においては両軍が橋津橋のたもとに対峙していた。合戦は橋上で行われ、両軍の一進一退の激戦となった。しかし、両軍とも後陣の者が押しかけてきたために橋が崩れ、多くの者が川に投げ出された。南条宗勝は橋上で吉田左京亮を追い詰めるなど優勢であったが、橋が崩れたために馬もろとも川に投げ出されてしまった。多くの者が溺死する中、南条宗勝は付近の漁師に救助され、かろうじて脱出に成功した。

## 影響
武田らが伯耆で尼子と戦っている間、山名宗詮は因幡国において山名久通を追い詰めていた（『陰徳太平記』の伝える山名祐豊の鳥取滞在はこのことを指しているようである）。
久通の重臣である新山城番の中村政重を引き抜くことに成功した宗詮は布勢天神山城を攻撃した。攻撃後、立見峠に久通を誘い出した宗詮は新山城からの伏兵と共にこれを殺害した。ちなみに久通の殺害は橋津川の戦いと並行して行われたと見られている。橋津川では負けたものの、久通の殺害に成功した宗詮はこの後、半年をかけて因幡内の久通勢力の掃討を行った。天文15年（1546年）の冬には因幡一円は但馬の勢力下に置かれ、守護には但馬方の人間が送り込まれた。しかし、南因幡の山間部には依然として因幡毛利氏、矢部氏、草刈氏などの反但馬勢力が根強く残っており、宗詮はこの後もこれらの対応に苦慮していくことになった。